# Bodag (Ngadirojo)
Bodag is een bestuurslaag in het regentschap Pacitan van de provincie Oost-Java, Indonesië. Bodag telt 2057 inwoners (volkstelling 2010).